# Amsterdam (Ohio)
Amsterdam – wieś w USA, w stanie Ohio, w hrabstwie Jefferson.
Liczba mieszkańców w 2000 roku wynosiła 568.